# غاري لوكاس (لاعب كرة قاعدة)
غاري لوكاس (بالإنجليزية: Gary Lucas)‏ هو لاعب كرة قاعدة أمريكي، ولد في 8 نوفمبر 1954 في ريفرسايد في الولايات المتحدة.

## وصلات خارجية
- غاري لوكاس على موقعبيزبول رفرنس.كوم (الدوري الرئيسي) (الإنجليزية)